# ドロレス郡 (コロラド州)
ドロレス郡（英: Dolores County）は、アメリカ合衆国コロラド州の南西部に位置する郡である。2010年国勢調査での人口は2,064人であり、2000年の1,844人から12％増加した。郡庁所在地はダブクリーク（人口735人）であり、同郡で人口最大の町でもある。

## 歴史

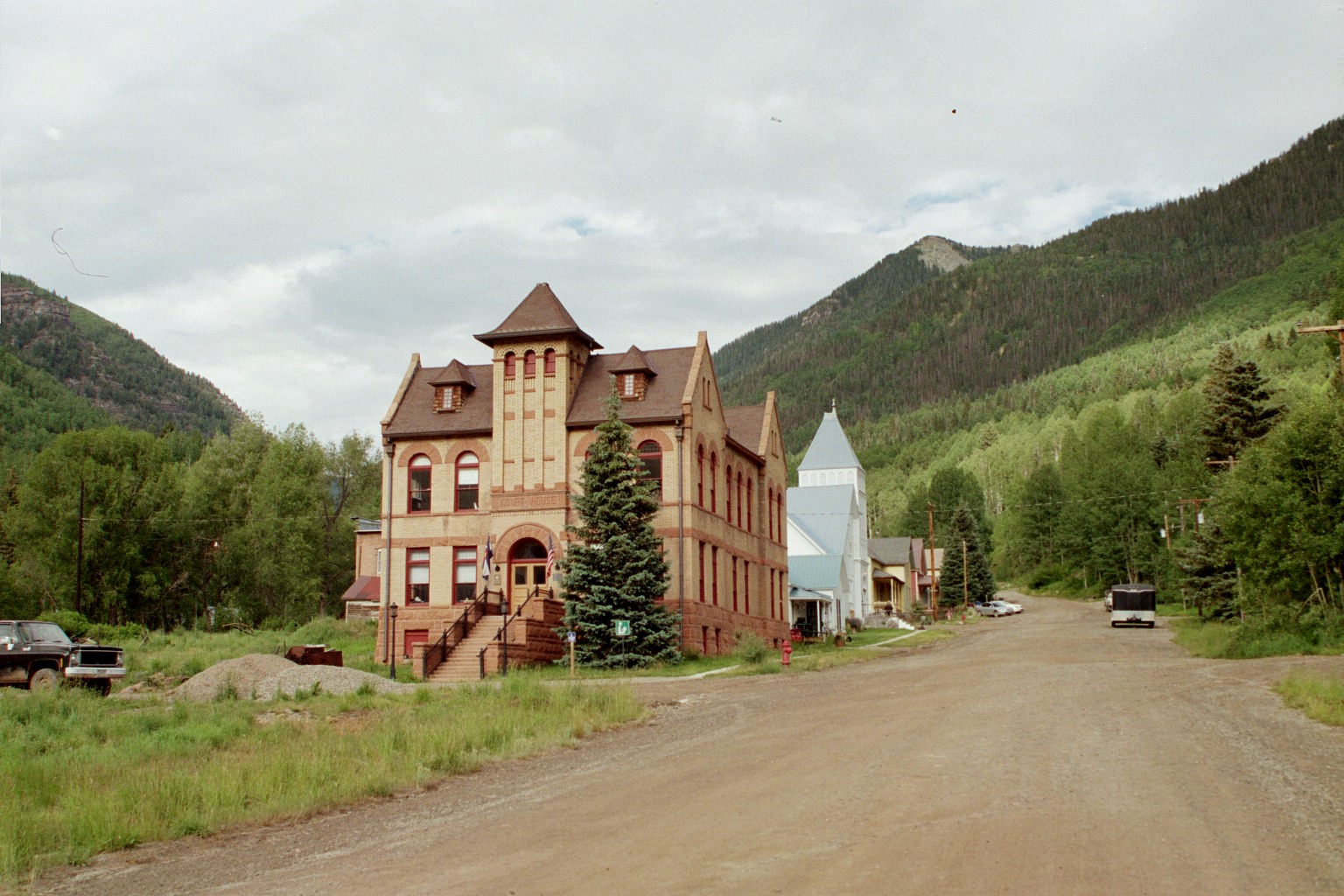
リコにある昔の郡庁舎

ドロレス郡となった地域には少なくとも紀元前2500年から人類が住んでいたと考えられている。西暦900年から1300年の間は郡西部に人口が多かった。考古学者など研究者に拠れば、その人口は1万人、数百の部屋がある集落があったと推定されている。しかしこの人々は、14世紀に旱魃と何度かの社会的混乱の後に居なくなるか他所に移り住んだ。その後数世紀の間、西部と東部の山岳地には移動性のユト族とナヴァホ族インディアンなどの民族が占有した。コロラド州の南西部の大半と同様に、ドロレス郡にはインディアンの廃墟やアナサジ人の遺跡が豊富にある。アナサジ歴史遺産センターに拠れば、1989年時点でドロレス郡内には少なくとも816の文書化された古代史跡があり、それ以降も多くの史跡が登録されている。
郡内には地域的に歴史的興味のある場所として、1776年のドミンゲス・エスカランテ・トレイルがある。この道はニューメキシコ州サンタフェからカリフォルニア州モントレーまで陸路を発見しようとした、1,800マイル (2,900 km) におよぶ遠征の名残である。この遠征隊は郡西部のダブクリークでキャンプを張った。後にオールド・スパニッシュ・トレイルが郡西部を通された。
1832年から1833年には、イギリス系罠猟師が郡東部の山岳地で活動しており、1866年には郡内で金が発見された。しかし、大規模な探鉱と鉱業が始められたのは、ユト族からこの地域を取り上げ、1878年にブルーノ協定でユト居留地から移住させてからだった。ただし、1876年時点でリコ地域に開拓者の鉱業地区が違法に設立されていた。1879年に大規模な銀の埋蔵量が発見されてこの地域の発展が加速され、1890年から1892年にリオ・グランデ・サザン鉄道が郡内を通ってデュランゴ、テルリドおよびリッジウェイを結んで建設された。リオ・グランデ・サザン鉄道は1952年に廃線になるまで郡東部の用に供されていた（郡の西部には鉄道が敷かれたことはない）。
リコの絶頂期は1892年であり、鉱業地区の人口は5,000人以上となった。これは現在の郡人口の3倍に近い。1893年の銀恐慌が鉱山町を襲い、1900年までに人口は811人にまで減った。20世紀に入っても郡の山岳地は浮き沈みを何度か経験した。最低の時期は1974年であり、人口は45人だった。それ以降の町はテルリドのベッドタウンとなり、ある程度の観光地になった。人口はおよそ300人に戻った。21世紀に入って地域での大きな鉱業活動を再開する動きが進んでいる。
ダブクリークは19世紀半ばから、サンタフェ、ソルトレイクシティおよびカリフォルニア北部やネバダ州の間の隊商や旅行者にとって、オールド・スパニッシュ・トレイ上の通過点となっていた。郡の西部は1870年代から牛の放牧に使われたが、豊富な草が直ぐに過放牧とその後の火災の鎮圧のために無くなり、ヤマヨモギ、ピニオン、ジュニパーが広範囲に繁るようになった。1914年からは農地化が始まり、グレート・セイジ・プレインに乾燥地農法が広がった。現在、インゲン豆と冬小麦の乾燥地農法が郡経済の主幹になっている。しかし、1980年代にドロレス川上流のモンテズマ郡内にマカフィー貯水池を建設したドロレス・プロジェクトによる灌漑水によって郡の歴史と人口を変化させてきた。
ドロレス郡は1881年2月19日にユアレイ郡西部が分離してコロラド州議会によって創設され、ドロレス川に因んで命名された。ドロレス川は郡内に源を発し、郡内を通ってドロレス峡谷に流れている。ドロレス川のスペイン語名はRio de Nuestra Señora de los Dolores（悲しみの聖母の川）であり、1776年にシルベストレ・バレス・デ・エスカランテ神父が名付けていた 。当初リコにあった郡庁舎は23フィート (7 m) x 48フィート (15 m) の2つの倉庫用丸太小屋だったが、1883年に完成した石とレンガの庁舎に置き換えられた。郡庁は1946年にダブクリークに移され、現在の庁舎は1957年に建設された。リコにある当初の郡庁舎は現在町役場と公共図書館支所に使われている。
2009年、ドロレス郡はコロラド州で最も経済的に落ち込んでいる郡に指定された。

## 地理
アメリカ合衆国国勢調査局に拠れば、郡域全面積は1068.09平方マイル (2,766.3 km2)であり、このうち陸地は1066.97平方マイル (2,763.4 km2)、水域は1.13平方マイル (2.9 km2)で水域率は0.11％である。
ドロレス郡はコロラド州のユタ州と接している郡と同様、地理的に2つの地域に分かれている。郡の西部は（ドロレス川峡谷とユタ州州境の間)、グレート・セイジ・プレインの北部にあたり、比較的標高が低く（6,500フィート (1,980 m) から7,500フィート (2,290 m)）、平坦だがドロレス川などの大きな峡谷で分断されている。灌漑が整い乾燥地農法が行われ、インゲン豆や昔のアナサジの豆各種など様々な豆類の栽培で特に知られている。郡の中央部は比較的標高の高い開けた草原であり、家畜の飼育に使われる森林のある丘陵、谷および峡谷がある。郡の東部はサンフアン山脈の高峰があり、昔の鉱業、現在の観光のまちリコの周辺、およびサンフアン国立の森の放牧地を除いて、事実上農業は行われていない。これはその標高が9,000フィート (2,740 m) から14,000フィート (4,270 m) と高いことが理由でもある。リコは北にあるサンミゲル郡のテルリドという裕福な町のベッドタウンとして発展しつつある。
郡内の38％のみが私有地であり、大半は郡の西端にあるアメリカ国道491号線に沿った灌漑設備のある乾燥地農法の土地と町と、郡の中央部にある牧草地の2つの大きな地域にある。他に郡東部のリコ周辺に散開した数千エーカーの土地があり、大半は鉱業権が登録されている。郡内の土地の50％はアメリカ合衆国政府が所有し、サンフアン国立の森の一部として森林局が管理している。さらに10％（68,456エーカー (277.03 km2)）の土地は古代国立保護区の峡谷群を含め土地管理局が管理している国有地である。コロラド州が残り2％を所有し、主に防火地域として利用している。

### 交通
ドロレス郡には今日鉄道が通っていない。郡の西部3分の1にはアメリカ国道491号線（旧666号線）が通り、コルテスとユタ州のモンティセロを繋いでいる。またコロラド州道141号線がヌクラとを繋いでいる。郡東部にはコロラド州道145号線が通り、ドロレスの町とテルリドを繋いでいる。郡中央部には郡と森林局が共同管理するノーウッド道路があり、ドロレスの町とサンミゲル郡ノーウッドとを繋いでいる。郡の3つの部分は砂利敷きの低速の郡道と連邦機関の道路が互いを繋いでいる。
郡内唯一の空港はダブクリークの東にある私営のダブクリーク空港である。一般用途に使われ、滑走路は4,000フィート (1,200 m) である。商業用途空港として近いものは、南のモンテズマ郡にあるコルテス市民空港と、北のユタ州サンフアン郡モンティセロにあるサンフアン郡空港である。

### 隣接する郡
- サンミゲル郡 - 北
- サンファン郡 - 東
- モンテズマ郡 - 南
- サンフアン郡 (ユタ州) - 西

## 人口動態
以下は2000年国勢調査による人口統計データである。
| 基礎データ - 人口: 1,844人 - 世帯数: 785 世帯 - 家族数: 541 家族 - 人口密度: 1人/km2（2人/mi2） - 住居数: 1,193軒 - 住居密度: 0軒/km2（1軒/mi2） 人種別人口構成 - 白人: 95.28% - アフリカン・アメリカン: 0.05% - ネイティブ・アメリカン: 1.95% - アジア人: 0.38% - 太平洋諸島系: 0.05% - その他の人種: 0.60% - 混血: 1.68% - ヒスパニック・ラテン系: 3.85% 年齢別人口構成 - 18歳未満: 21.9% - 18-24歳: 6.8% - 25-44歳: 26.3% - 45-64歳: 27.8% - 65歳以上: 17.1% - 年齢の中央値: 42歳 - 性比（女性100人あたり男性の人口） - 総人口: 107.2 - 18歳以上: 104.5 | 世帯と家族（対世帯数） - 18歳未満の子供がいる: 24.5% - 結婚・同居している夫婦: 57.7% - 未婚・離婚・死別女性が世帯主: 8.5% - 非家族世帯: 31.0% - 単身世帯: 26.2% - 65歳以上の老人1人暮らし: 10.4% - 平均構成人数 - 世帯: 2.35人 - 家族: 2.82人 収入と家計 - 収入の中央値 - 世帯: 32,196米ドル - 家族: 38,000米ドル - 性別 - 男性: 30,972米ドル - 女性: 20,385米ドル - 人口1人あたり収入: 17,106米ドル - 貧困線以下 - 対人口: 13.1% - 対家族数: 10.2% - 18歳未満: 9.8% - 65歳以上: 18.3% |

2009年第3四半期の失業率は13.1％であり、2008年の7.3％から上昇し、コロラド州内では最悪だった。平均週給は489ドルだった。多くの住人はサンミゲル郡のテルリド、あるいはモンテズマ郡の主にコルテスと田園部の工業・商業施設に通勤している。

## 都市と町
- ダブクリーク - 郡庁所在地
- リコ
- カホン（未編入の町）

## 付近の町
- エグナー、北のサンミゲル郡内直近（未編入の町）
- プレザントビュー、南のモンテズマ郡内直近（未編入の町）

## 国立保護地域
- 古代国立保護区の峡谷群（部分）

## その他の保護地域

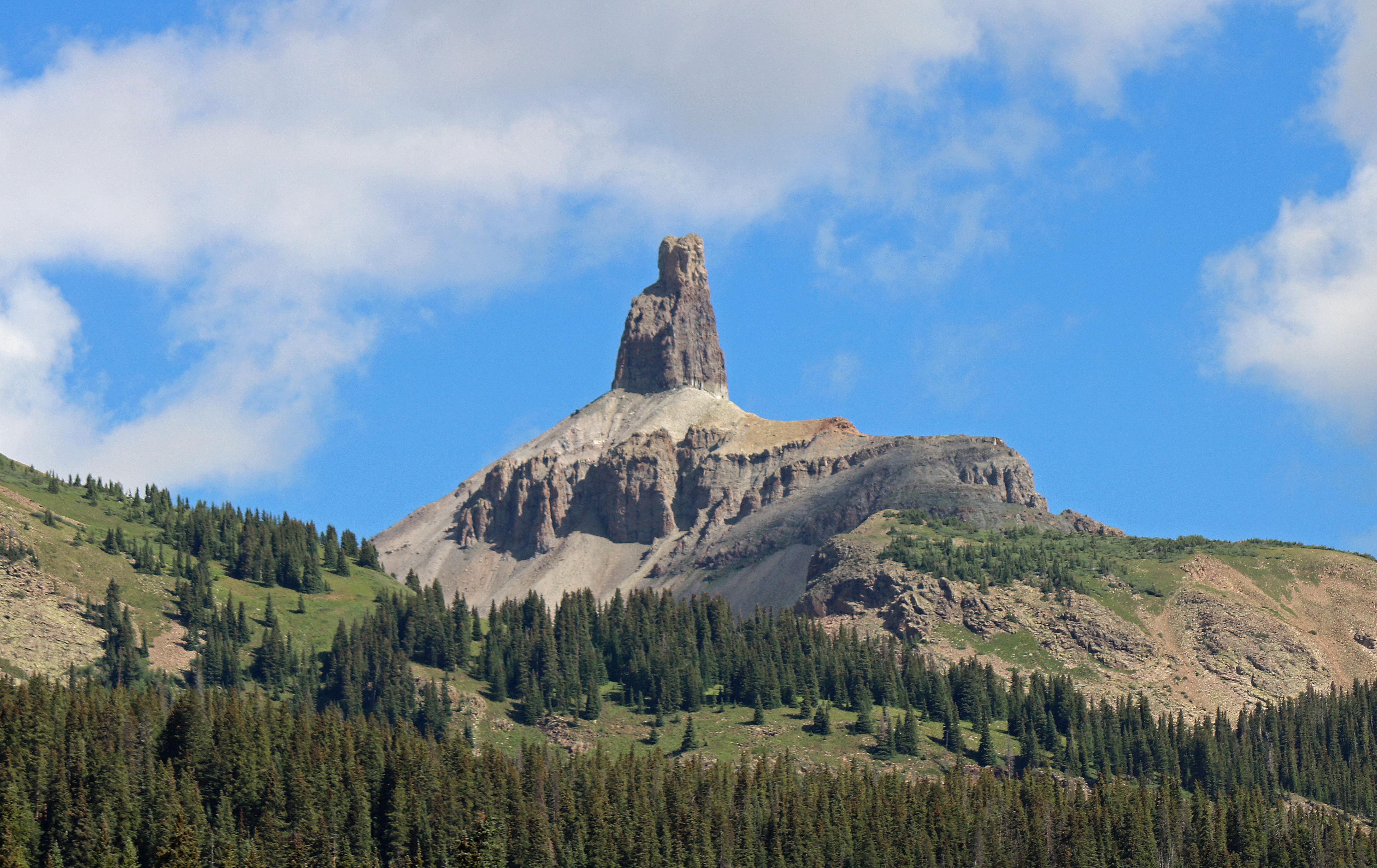
リザードヘッド峰（3999m）

- サンフアン国立の森
- リザードヘッド原生地

## 国立の道
- カリコ国立レクリエーション・トレイル
- オールド・スパニッシュ・トレイル国立歴史道

## 自転車道
- グレートパークス自転車道
- ウェスタンエキスプレス自転車道

## 国立景観道路
- サンフアン・スカイウェイシーニックバイウェイ